# Centrale nucléaire de Hongyanhe
La centrale nucléaire de Hongyanhe est une centrale nucléaire chinoise implantée proche de la ville de Hongyanhe en Chine du Nord-Est, au bord du Golfe de Corée situé au nord de la mer Jaune. L'installation nucléaire est située à 50 km à l'ouest de la ville de Wafangdian, dans la province de Liaoning à 110 km au nord de Dalian et à 270 km au sud de Shenyang.
Le propriétaire et exploitant de la centrale est la Liaoning Hongyanhe Nuclear Power Company, une co-entreprise entre la CGNPC (à 45%), la State Power Investment Corporation (à 45%) et la Dalian Municipal Construction Investment Company (à 10%). Le maitre d'œuvre est la CGNPC.
Elle comprend six réacteurs à eau pressurisée de type CPR-1000, pour un total de 6 366 MWe de puissance nette installée. Elle fait partie des dix premières centrales nucléaires de production d’électricité au niveau mondial.

## Histoire
Les travaux ont débuté en 2007 avec les terrassements,.
La construction a été réalisée en collaboration avec Areva qui fournit une partie des principaux composants pour une conception semblable à celle des réacteurs à eau pressurisée déjà construits à la Centrale nucléaire de Daya Bay et celle de Ling Ao[réf. nécessaire].
Il s'agit de la première centrale nucléaire chinoise à utiliser le procédé de désalinisation de l'eau de mer pour fournir l'eau du circuit de refroidissement.

## Caractéristique des réacteurs
Les réacteurs no 1 à 4 sont des réacteurs à eau pressurisée de conception chinoise de modèle CPR-1000, appartenant à la deuxième génération. Ils sont développés par CGNPC. La puissance électrique nette est de 1 061 MWe.
Les réacteurs no 5 et 6 sont des réacteurs à eau pressurisée de troisième génération de conception chinoise (CGNPC) et de modèle ACPR-1000. Leur puissance électrique nette est de 1 061 MWe.

### Définition
Les caractéristiques des réacteurs sont données dans le tableau ci-après, les données sont principalement issues de la base de données PRIS (Power Reactor Information System) de l’Agence internationale de l'énergie atomique (AIEA).
Base de données établie par l'AIEA qui définit ainsi les termes :
- La puissance nette correspond à la puissance électrique délivrée sur le réseau et sert d'indicateur en termes de puissance installée,
- La puissance brute correspond à la puissance délivrée par l'alternateur (= puissance nette augmentée de la consommation interne de la centrale),
- La puissance thermique correspond, à la puissance délivrée par la chaudière nucléaire

Le début de construction correspond à la date de coulage des fondations du bâtiment réacteur. Une tranche (nom utilisé pour un réacteur complet) est considérée comme opérationnelle après son premier couplage au réseau. La mise en service commercial est le transfert contractuel de l’installation du constructeur vers le propriétaire ; en principe après réalisation des tests réglementaires et contractuels et après fonctionnement continu à 100 % pendant une durée définie au contrat de construction.
| Nom du réacteur | Modèle    | Puissance   | Puissance   | Puissance        | Exploitant                               | Maitre d'œuvre | Début construction | 1re divergence  | Raccordement au réseau | Mise en service commercial |
| Nom du réacteur | Modèle    | Nette [MWe] | Brute [MWe] | Thermique [MWth] | Exploitant                               | Maitre d'œuvre | Début construction | 1re divergence  | Raccordement au réseau | Mise en service commercial |
| --------------- | --------- | ----------- | ----------- | ---------------- | ---------------------------------------- | -------------- | ------------------ | --------------- | ---------------------- | -------------------------- |
| Phase 1         |           |             |             |                  |                                          |                |                    |                 |                        |                            |
| HONGYANHE-1     | CPR-1000  | 1 061       | 1 119       | 2 905            | Liaoning Hongyanhe Nuclear Power Company | CGNPC          | 18 août 2007       | 16 janvier 2013 | 17 février 2013        | 6 juin 2013                |
| HONGYANHE-2     | CPR-1000  | 1 061       | 1 119       | 2 905            | Liaoning Hongyanhe Nuclear Power Company | CGNPC          | 28 mars 2008       | 24 octobre 2013 | 23 novembre 2013       | 13 mai 2014                |
| HONGYANHE-3     | CPR-1000  | 1 061       | 1 119       | 2 905            | Liaoning Hongyanhe Nuclear Power Company | CGNPC          | 7 mars 2009        | 27 octobre 2014 | 23 mars 2015           | 16 août 2015               |
| HONGYANHE-4     | CPR-1000  | 1 061       | 1 119       | 2 905            | Liaoning Hongyanhe Nuclear Power Company | CGNPC          | 15 août 2009       | 5 mars 2016     | 1er avril 2016         | 19 septembre 2016          |
| Phase 2         |           |             |             |                  |                                          |                |                    |                 |                        |                            |
| HONGYANHE-5     | ACPR-1000 | 1 061       | 1 119       | 2 905            | Liaoning Hongyanhe Nuclear Power Company | CGNPC          | 29 mars 2015       | 13 juin 2021    | 25 juin 2021           | 31 juillet 2021            |
| HONGYANHE-6     | ACPR-1000 | 1 061       | 1 119       | 2 905            | Liaoning Hongyanhe Nuclear Power Company | CGNPC          | 24 juillet 2015    | 21 avril 2022   | 2 mai 2022             | 23 juin 2022               |

## Sûreté
Selon le porte-parole du CGNPC, la centrale répond aux préoccupations du public concernant la sûreté nucléaire, en établissant une plateforme d'information sur la sûreté et la radiation nucléaires, en tenant régulièrement des conférences de presse, et en invitant des personnes à visiter cette centrale pour que le public ait plus de connaissances sur l'énergie nucléaire.